# 천저

천정(zenith)과 천저(nadir).

천문학에서 천저(天底, nadir)는 관측자의 연직선(중력의 방향)이 관측자의 아래쪽에서  천구와 만나는 점을 말한다.
반대로 관측자를 지나는 연직선이 관측자의 윗쪽에서 만나는 점을 천정이라고 한다. 천정과 천저는 구면천문학(球面天文學)상 중요한 점이다.